# Predsjednik Sirije
Predsjednik Sirije, službeno predsjednik Sirijske Arapske Republike (arapski: رئيس الجمهورية العربية السورية, romanizirano: Ra'īs al-Jumhūriyyah al-ʿArabiyyah as-Sūriyyah) poglavar je države i vlade Sirije. Predsjednik upravlja izvršnom vlašću i vrhovni je zapovjednik Oružanih snaga i vojske Sirije. Predsjednik također predstavlja svoju državu u međunarodnoj zajednici te oslužbenjuje ugovore sa stranim državama.
Godine 1922. francuske vlasti stvorile su Sirijsku Federaciju pod Mandatom za Siriju i Libanon, a njezin predsjednik bio je Subhi Barakat. Federacija je kratko trajala te ju je 1925. zamijenila Država Sirija. Barakat je kratko ostao predsjednik do izbijanja Velike sirijske pobune kasnije te godine, što je dovelo do njegove ostavke. Za novog predsjednika izabran je Ahmad Nami, koji je bio predsjednik do svoje smjene 1928. godine. U nadolazećim godinama, Sirija je prošla kroz nekoliko promjena u predsjedništvu, uključujući puč Husnija al-Zaima u ožujku 1949., a zatim i onaj pod vodstvom Adiba Šišaklija 1951. godine. Nakon referenduma 1958., Sirija se pridružila Ujedinjenoj Arapskoj Republici, a njezin predsjednik Gamal Naser postao je odlukom referenduma i sirijski predsjednik. Ta je unija potrajala do puča 1961., kada je Sirija vratila svoju neovisnost i ustav iz 1950. godine.
Državni udar 1963. godine, koji je izvela baasistička stranka, rezultirao je jednostranačkom državom koja je vladala baasističkom Sirijom. Borbe za vlast unutar baasističkih frakcija dovele su do daljnjih udara 1966. i 1970. godine, a potonji je na vlast doveo Hafeza al-Asada. Pod Asadom, Sirija je postala nasljedna diktatura. Nakon njegove smrti 2000. godine, naslijedio ga je sin Bašar al-Asad, koji je vladao do svrgavanja 2024. godine. 
Nakon pada Asadova režima, 13. ožujka 2025. godine donesen je novi privremeni ustav koji je i danas na snazi. Privremeni ustav uspostavlja predsjednički sustav, s izvršnom vlašću u rukama predsjednika Sirije. Predsjednik time dobiva ovlasti za uspostavljanje izvršnih, regulatornih i kontrolnih mjera, kao i za izdavanje predsjedničkih naredbi i odluka u skladu sa zakonom. Službena rezidencija predsjednika je Predsjednička palača, koja se nalazi u glavnom gradu Damasku. 
Poziciju trenutno obnaša Ahmed al-Šara u prijelaznom svojstvu od 29. siječnja 2025. godine, koji je kao emir Hejat Tahrir al-Šama i čelnik Nove sirijske uprave de facto obnašao dužnost vođe države.